# Vetle Skagastølstind
Vetle Skagastølstind, også kaldt Skagastølstindane, Vetle eller -Vesle, er en af toppene blandt Skagastølstindane og ligger mellem Midtre Skagastølstind, Storen (Store Skagastølstind) og Sentraltind.
Vetle Skagastølstind er en del af Norges højestliggende bjergryg, Styggedals- og Skagastølsryggen, som ligger i bjergområdet Hurrungane, i den sydvestlige del af Jotunheimen.